# Jack Lenssen
Jack Lenssen (Venray, 7 april 1961) is een voormalig Nederlandse profvoetballer die voor FC VVV heeft gespeeld.

## Loopbaan
Lenssen was al enkele jaren een vaste waarde in het eerste elftal van SV Venray. In 1984 wist trainer Sef Vergoossen hem over te halen om naar eerstedivisionist FC VVV over te stappen. De rechtshalf scoorde daar tijdens zijn competitiedebuut op 26 augustus 1984 in een uitwedstrijd bij FC Wageningen (0-1 winst) direct de winnende treffer. Na dat ene seizoen, waarin FC VVV overigens promotie naar de Eredivisie wist af te dwingen, keerde Lenssen het betaald voetbal de rug toe om zich toe te leggen op het afronden van zijn studie Psychologie aan de Katholieke Universiteit Nijmegen.
Een jaar later keerde Lenssen terug bij SV Venray waar hij nog zes jaar in het eerste elftal zou spelen. In 1989 maakte hij deel uit van de ploeg die in 1989 het kampioenschap van de Zondag Hoofdklasse B behaalde.

## Statistieken
| Seizoen         | Club            | Competitie      | Competitie | Competitie | Beker | Beker | Playoff | Playoff | Totaal | Totaal |
| Seizoen         | Club            | Competitie      | Wed.       | Dlp.       | Wed.  | Dlp.  | Wed.    | Dlp.    | Wed.   | Dlp.   |
| --------------- | --------------- | --------------- | ---------- | ---------- | ----- | ----- | ------- | ------- | ------ | ------ |
| 1984/85         | FC VVV          | Eerste divisie  | 9          | 1          | 0     | 0     | –       | –       | 9      | 1      |
| Carrière totaal | Carrière totaal | Carrière totaal | 9          | 1          | 0     | 0     | 0       | 0       | 9      | 1      |